# Gonolobus saraguranus
Gonolobus saraguranus är en oleanderväxtart som beskrevs av G. Morillo. Gonolobus saraguranus ingår i släktet Gonolobus och familjen oleanderväxter. Inga underarter finns listade i Catalogue of Life.